# 根津財閥
根津財閥（ねづざいばつ）は、根津嘉一郎 (初代)によって設立された日本の中堅財閥。現在の東武グループの前身である。「私鉄王」・「鉄道王」と呼ばれた根津嘉一郎が一代で築いた、東武鉄道などを中心とした企業群。根津が甲州（山梨県）出身であるため、甲州財閥の一つともされる。
根津は若尾逸平や雨宮敬次郎から師事を受け、正田貞一郎や宮島清次郎を支援。また才能を見込み小林中をフコク生命に抜擢した。また根津は晩年、実業家の懇談会「清交会」を主宰。その人脈から財界四天王が生まれた。
初代嘉一郎は1940年死去。長男の藤太郎が2代目を襲名した。嘉一郎 (2代目)は1941年に東武鉄道社長に就任し、1994年まで在任した。1999年に2代目の次男である根津嘉澄が東武鉄道社長に、長男である根津公一が東武百貨店社長にそれぞれ就任した。
鉄道との関係性が薄かった傘下企業については、戦後、多くが旧富士銀行（現在のみずほ銀行）の融資系列による企業集団である芙蓉グループに参加している。
東武鉄道はプロ野球チームを持たなかったのは、野球協約で「単一企業系統が複数の球団に関わってはいけない」というルールがあり、関連会社である南海電気鉄道がホークスを所有していたことから、東武グループにはなかった。また、根津財閥としては南海ホークスの他、一時期系列に会った国民新聞を介して大東京軍（大洋ホエールズに合流後、横浜DeNAベイスターズとなる）を所有していた。

## 関係の深い企業

### 鉄道業
- 東武鉄道 [1]
- 房総鉄道 → 官営鉄道が買収 [1]
- 大湯鉄道 → 官営鉄道が買収 [1]
- 宇和島鉄道 → 官営鉄道が買収（予土線）[1]
- 横浜鉄道 → 官営鉄道が買収[1]
- 高野大師鉄道 → 南海電気鉄道 [1]
- 東京地下鉄道 → 営団地下鉄[1] → 東京地下鉄（東京メトロ）
- 大社宮島鉄道[1] → 一畑電気鉄道立久恵線（廃止）
- 武蔵電気鉄道 [1] → 東京横浜電鉄（のちに東急電鉄となる）
- 東京成芝電気鉄道 - 東急電鉄と組んで、京成電鉄をけん制する目的で東京～成田間の免許を取得するが、戦災の影響で頓挫。

### 製造業
- 館林製粉 → 日清製粉 → 日清製粉グループ本社 [1]
- 東京紡績,日清紡績 → 日清紡ホールディングス[1]
- 日本第一麦酒 → 日本麦酒鑛泉[1][8] → 大日本麦酒 → 後のサッポロビール、アサヒビール [1]
- 日本精工
- 日本化学工業 [9]
- 富国セメント[1] → 住友セメント → 住友大阪セメント
- 磐城セメント[1] → 住友セメント → 住友大阪セメント
- 帝国肥料[1] → 大日本人造肥料（現・日産化学）
- 日本耐火煉瓦[1] → 加藤煉瓦製造所
- 巴石油 [1]

### 金融業
- 有信銀行 → 山梨中央銀行[1]
- 太平洋生命保険 → 日産生命保険 [1] → あおば生命 → プルデンシャル生命に合流
- 富国徴兵保険 → 富国生命保険[1]
- 昭和火災 [1] → 日産火災と合併、損保ジャパンに合流。
- 帝国火災保険 [1] → 日本火災に合流、日本興亜損保を経て損保ジャパンに吸収される。ちなみに類似社名の損保、帝国海上保険も安田火災を経て損保ジャパンとなり、帝国を冠する損保はすべて損保ジャパンとなった。

### その他
- 東武百貨店
- 東京電灯 → 東京電力 → 東京電力ホールディングス [1]
- 東北電力 [1]
- 上野精養軒
- 國民新聞（東京新聞（中日新聞東京本社発行）の前身）
- 松屋呉服店 → 松屋百貨店[1]
- 山梨新聞 [1] → 山梨日日新聞
- 帝国劇場 [1]

## 学校
- 根津育英会 [1] - 東京都練馬区。旧制武蔵高等学校を前身とする武蔵大学および武蔵中学校・高等学校を運営する。